# Caterina Elisabetta di Brunswick-Lüneburg
Caterina Elisabetta di Brunswick-Lüneburg (1385 – dopo il 1423) fu duchessa consorte dello Schleswig e contessa consorte di Holstein-Rendsburg e agì come reggente in alcuni feudi del figlio Enrico mentre era ancora minore dal 1404 al 1415.

## La vita
Caterina Elisabetta di Brunswick-Lüneburg nacque nel 1385 da Magnus II di Brunswick-Wolfenbüttel e Katharina di Anhalt-Bernburg (1330circa-30 gennaio 1390), figlia di Bernhard III, Principe di Anhalt-Bernburg, attraverso la madre Caterina era fra le discendenti di Abele di Danimarca ed ella stessa divenne poi la nonna del re danese Cristiano I di Danimarca.
Il doppio nome nel XIV secolo era ancora una scelta piuttosto rara e si è attualmente inclini a credere che il nome effettivo fosse Caterina, il secondo nome è in effetti usato per lo più nella letteratura più antica e potrebbe essere dovuto a una mescolanza del suo nome con quello di una delle sorelle minori.
Nel 1390 venne fidanzata con Gerardo IV, conte di Holstein e i due si sposarono cinque anni dopo, Gerardo era di una ventina d'anni più vecchio di lei, ed insieme ebbero:
- Ingeborg di Holstein
- Enrico IV, conte di Holstein-Rendsburg
- Edvige di Schauenburg, madre di Cristiano I di Danimarca
- Adolfo VIII di Schaumburg
- Gerardo VII di Holstein-Rendsburg.

Nel 1404 Caterina rimase vedova e il figlio maggiore ed erede, Enrico, era ancora minorenne tuttavia fu ben presto costretta a cedere il controllo del figlio e delle terre sia al cognato, il vescovo Heinrich di Osnabrück che a Margherita I di Danimarca che acquisì la custodia di Enrico e del ducato. Enrico venne portato in Danimarca, mentre la figlia maggiore fu mandata in un convento in Svezia, quindi negli anni seguenti la corona danese rafforzò la presa sullo Schleswig acquistando anche pezzi di terra come il feudo di Tønder, i castelli di Schwabstedt e Stubbe, le terre di Grödersby, la corona danese prese in cauzione il feudo di Haderslev dai feudatari della famiglia Ahlefeldt, mentre la regina prese quello di Flensburgo.
Nel 1408 quando anche Gottorp era sul punto di essere acquisita Caterina si mosse e nel giro di un paio d'anni mando a richiamare il figlio e dichiarò i propri intenti ostili alla corona danese. Questo ovviamente generò una situazione instabile, che sfociò in faide e razzie, le terre che Caterina stessa aveva in appannaggio vedovile ad Als, Ærø e Sundeved vennero prese dai danesi. Alcuni principi stranieri, fra cui anche uno dei fratelli di Caterina, Enrico di Brunswick-Lüneburg, tentarono di mediare, ma nessuna delle soluzioni trovate portò a una pace durevole. Nel 1415 Enrico fu dichiarato adulto e Caterina smette di apparire in molti dei documenti dell'epoca, la ritroviamo due anni dopo quando il figlio dovette chiedere aiuto alla città di Amburgo perché il nuovo re di Danimarca, Eric di Pomerania, stava tentando di mettere le mani sullo Schleswig. Nel 1423 Enrico firmò una lettera di protesta in cui lamentava che la madre era stata attaccata dalle guardie reali danesi nonostante la promessa di lasciarla fuori dal conflitto, questa è l'ultima menzione che si ha di lei.

## Ascendenza
|                                           |                                |                                            | Genitori                             |  |  | Nonni |  |  | Bisnonni                         |  |  | Trisnonni                       |  |
|                                           |                                |                                            |                                      |  |  |       |  |  | Alberto II di Brunswick-Lüneburg |  |  | Alberto I di Brunswick-Lüneburg |  |
|                                           |                                |                                            |                                      |  |  |       |  |  | Alberto II di Brunswick-Lüneburg |  |  | Alberto I di Brunswick-Lüneburg |  |
|                                           |                                | Adelaide del Monferrato                    |                                      |  |  |       |  |  | Alberto II di Brunswick-Lüneburg |  |  |                                 |  |
| Magnus I di Brunswick-Wolfenbüttel        |                                |                                            |                                      |  |  |       |  |  | Alberto II di Brunswick-Lüneburg |  |  |                                 |  |
|                                           |                                | Rixa di Werle                              | Enrico I di Werle                    |  |  |       |  |  |                                  |  |  |                                 |  |
|                                           |                                | Rixa di Werle                              | Enrico I di Werle                    |  |  |       |  |  |                                  |  |  |                                 |  |
|                                           |                                | Rixa di Werle                              | Rikissa Birgersdotter                |  |  |       |  |  |                                  |  |  |                                 |  |
| Magnus II di Brunswick-Wolfenbüttel       |                                | Rixa di Werle                              |                                      |  |  |       |  |  |                                  |  |  |                                 |  |
|                                           |                                | Enrico I, Margravio di Brandeburgo-Stendal | Giovanni I, Margravio di Brandeburgo |  |  |       |  |  |                                  |  |  |                                 |  |
|                                           |                                | Enrico I, Margravio di Brandeburgo-Stendal | Giovanni I, Margravio di Brandeburgo |  |  |       |  |  |                                  |  |  |                                 |  |
|                                           |                                | Enrico I, Margravio di Brandeburgo-Stendal | Jutta di Sassonia                    |  |  |       |  |  |                                  |  |  |                                 |  |
| Sofia di Brandeburgo                      |                                | Enrico I, Margravio di Brandeburgo-Stendal |                                      |  |  |       |  |  |                                  |  |  |                                 |  |
|                                           |                                | Agnese di Baviera                          | Ludovico II del Palatinato           |  |  |       |  |  |                                  |  |  |                                 |  |
|                                           |                                | Agnese di Baviera                          | Ludovico II del Palatinato           |  |  |       |  |  |                                  |  |  |                                 |  |
|                                           |                                | Agnese di Baviera                          | Matilde d'Asburgo                    |  |  |       |  |  |                                  |  |  |                                 |  |
| Caterina Elisabetta di Brunswick-Lüneburg |                                | Agnese di Baviera                          |                                      |  |  |       |  |  |                                  |  |  |                                 |  |
|                                           | Bernardo II di Anhalt-Bernburg | Bernardo I di Anhalt-Bernburg              |                                      |  |  |       |  |  |                                  |  |  |                                 |  |
|                                           | Bernardo II di Anhalt-Bernburg | Bernardo I di Anhalt-Bernburg              |                                      |  |  |       |  |  |                                  |  |  |                                 |  |
|                                           | Bernardo II di Anhalt-Bernburg | Sofia di Danimarca                         |                                      |  |  |       |  |  |                                  |  |  |                                 |  |
| Bernardo III di Anhalt-Bernburg           | Bernardo II di Anhalt-Bernburg |                                            |                                      |  |  |       |  |  |                                  |  |  |                                 |  |
|                                           |                                | Elena di Rügen                             | Vitislav II di Rügen                 |  |  |       |  |  |                                  |  |  |                                 |  |
|                                           |                                | Elena di Rügen                             | Vitislav II di Rügen                 |  |  |       |  |  |                                  |  |  |                                 |  |
|                                           |                                | Elena di Rügen                             | Agnese di Brunswick-Lüneburg         |  |  |       |  |  |                                  |  |  |                                 |  |
| Caterina di Anhalt-Bernburg               |                                | Elena di Rügen                             |                                      |  |  |       |  |  |                                  |  |  |                                 |  |
|                                           |                                | Rodolfo I di Sassonia-Wittenberg           | Alberto II di Sassonia               |  |  |       |  |  |                                  |  |  |                                 |  |
|                                           |                                | Rodolfo I di Sassonia-Wittenberg           | Alberto II di Sassonia               |  |  |       |  |  |                                  |  |  |                                 |  |
|                                           |                                | Rodolfo I di Sassonia-Wittenberg           | Agnese d'Asburgo                     |  |  |       |  |  |                                  |  |  |                                 |  |
| Agnese di Sassonia                        |                                | Rodolfo I di Sassonia-Wittenberg           |                                      |  |  |       |  |  |                                  |  |  |                                 |  |
|                                           |                                | Jutta del Brandeburgo                      | Ottone V di Brandenburgo-Salzwedel   |  |  |       |  |  |                                  |  |  |                                 |  |
|                                           |                                | Jutta del Brandeburgo                      | Ottone V di Brandenburgo-Salzwedel   |  |  |       |  |  |                                  |  |  |                                 |  |
|                                           |                                | Jutta del Brandeburgo                      | Jutta di Hennenberg                  |  |  |       |  |  |                                  |  |  |                                 |  |
|                                           |                                | Jutta del Brandeburgo                      |                                      |  |  |       |  |  |                                  |  |  |                                 |  |